# Marolles-sous-Lignières
Marolles-sous-Lignières település Franciaországban, Aube megyében. Lakosainak száma 363 fő (2022. január 1.). Marolles-sous-Lignières Chessy-les-Prés, Lignières, Bernouil, Flogny-la-Chapelle, Roffey és Tronchoy községekkel határos.

## Népesség
A település népessége az elmúlt években az alábbi módon változott:
| Lakosok száma | 314  | 275  | 299  | 317  | 327  | 330  | 333  | 329  | 340  | 363  |
|               | 1968 | 1982 | 1990 | 2006 | 2013 | 2015 | 2017 | 2019 | 2020 | 2022 |